# Tegenaria melbae
Tegenaria melbae är en spindelart som beskrevs av Brignoli 1972. Tegenaria melbae ingår i släktet husspindlar, och familjen trattspindlar.
Artens utbredningsområde är Turkiet. Inga underarter finns listade i Catalogue of Life.